# Tz'u-hui Tang
Tz'u-hui Tang (Chinees: 慈惠堂) is een religieuze groepering, opgericht in 1949, die samen met andere groepen bij Xian Tian Tao hoort. Deze religieuze groepen zijn voor de eenheid van het boeddhisme en andere godsdiensten.
Tz'u-hui Tang is in de Volksrepubliek China verboden.